# 李文昇
李文昇（1500年—1580年），字子蔚，號鳳岩，直隸寧山衛軍籍，濬縣人，明朝政治人物。

## 生平
七歲失怙，後入镇安令邢公門下。年十六補邑諸生，嘉靖七年（1528年）戊子科順天府鄉試第八十七名舉人。嘉靖十四年（1535年）中式乙未科會試第三十三名，登第三甲第二百零一名進士。任陕西西安府推官，廉平独冠八郡。升官刑部主事，任满三年，追贈父母、妻子诰命，升员外郎、郎中，恤刑陕西。出为河南彰德府知府。官至山西按察副使、岢岚兵备道。丁父憂歸，不再出仕。隆庆改元，进阶资治尹、中議大夫。

## 家族
曾祖李廣；祖父李銘，曾任壽官；父李節，母陳氏；繼母張氏。具慶下。生二子：一大、一敬。